# M5 (Bosnien und Herzegowina)
Die M5 (bosnisch/kroatisch Magistralna cesta bzw. serbisch Магистрални пут/Magistralni put) ist eine Magistralstraße in Bosnien und Herzegowina. Sie führt von der kroatischen Grenze bei Bihać durch die Kantone/Regionen Una-Sana, Banja Luka, Zentralbosnien, Zenica-Doboj, Sarajevo, Sarajevo-Romanija, Bosnisches Podrinje und Foča. Sie ist Teil der Europastraße E 761 Bihać – Zaječar.

## Verlauf
Die M5 beginnt am Grenzübergang Izačić zu Kroatien, wo sie Anschluss an die D217 bzw. D1 nach Karlovac hat. Die erste größere Stadt ist Bihać, wo die M5 direkt an der Altstadt vorbeiführt und die Una überquert. Im östlichen Teil der Stadt zweigt die M4-2 nach Velika Kladuša ab. Die M5 wendet sich nun nach Süden, um sich – zunächst im Una-Tal, dann auf einer Serpentinenstrecke – dem 790 m hohen Brusovac-Pass hinter Dubovsko zu nähern. Nach dessen Überquerung führt die Straße hinab nach Bosanski Petrovac. Dort mündet von rechts die aus Drvar kommende M14-2 ein.
Über zwei 797 und 717 m hohe Pässe (Grla und Lanište) sowie durch das Bravsko polje erreicht die Magistralstraße das Tal der Sana bei Ključ, wo sie auf die aus Prijedor kommende M15 trifft. Hinter der Stadt beginnt die Republika Srpska, bis zu diesem Punkt verläuft die M5 auf dem Territorium der Föderation Bosnien und Herzegowina. Eine Serpentinenstrecke führt über die Ausläufer des Dimitor nach Mrkonjić Grad. Vor Jajce endet der Streckenabschnitt in der Republika Srpska und die M5 passiert die Pliva-Seen.
In Jajce überquert die Straße den Vrbas, wendet sich rechts und verläuft nun auf einer gemeinsamen Trasse mit der M16 durch dessen Schlucht nach Süden, während der linke Abzweig der M16 nach Banja Luka führt. In Donji Vakuf trennen sich die beiden Straßen wieder und die M5 führt nach Nordosten über den 927 m hohen Komarpass ins Tal der Lašva sowie nach Travnik; die M16 setzt sich in Richtung Bugojno fort. Hinter Travnik verlässt die Straße das Lašvatal, in dessen Verlauf sie stark befahren ist und führt über Busovača und Kiseljak sowie den 625 m hohen Pass Kobiljača nach Ilidža und Sarajevo.
Innerhalb der bosnischen Hauptstadt verläuft die Magistralstraße 5 auf dem innerstädtischen Einbahnstraßen-Ring, wobei sie in östlicher Richtung die im Bosnienkrieg berüchtigte Sniper Alley bildet. Die Straße verlässt Sarajevo durch mehrere Tunnel und erreicht über Steigungen von teils 10 % erneut die Republika Srpska und die Stadt Pale.
Zwischen Pale und Višegrad nutzt die M5 nun überwiegend die alte Trasse der Bosnischen Ostbahn. Hierbei durchquert sie im Tal der Prača, welches als Verkehrskorridor genutzt wird, allein etwa 40 einspurige Eisenbahntunnel, die bis zu 900 m lang und unbeleuchtet sind. Ein Ausbau dieser Strecke erfolgte auf den unbefestigten 20 Kilometern zwischen Prača und dem Anschluss an die M19-3 südlich von Rogatica bislang nicht, obwohl die M5 in einigen aktuellen Straßenkarten durchgehend als Fernverkehrsstraße gekennzeichnet ist. Die unbefestigte Trasse endet nach etwa 2 Kilometern an einer Brücke, die 2017 unter dem Gewicht eines LKW eingestürzt ist.
Mit dem Erreichen der M19-3 aus Rogatica ist die Strecke wieder asphaltiert und die Tunnel beleuchtet sowie zweispurig. In Ustiprača zweigt die M20 in Richtung Foča und Trebinje ab; die M5 wendet sich nach Norden und verläuft nun gut ausgebaut bis Višegrad auf dem linken Ufer der aufgestauten Drina. Unterhalb der osmanischen Drinabrücke quert sie über eine neue Straßenbrücke den Fluss. Durch das Tal des Rzav erreicht die Magistralstraße 20 km hinter Višegrad die serbische Grenzstation Kotroman.

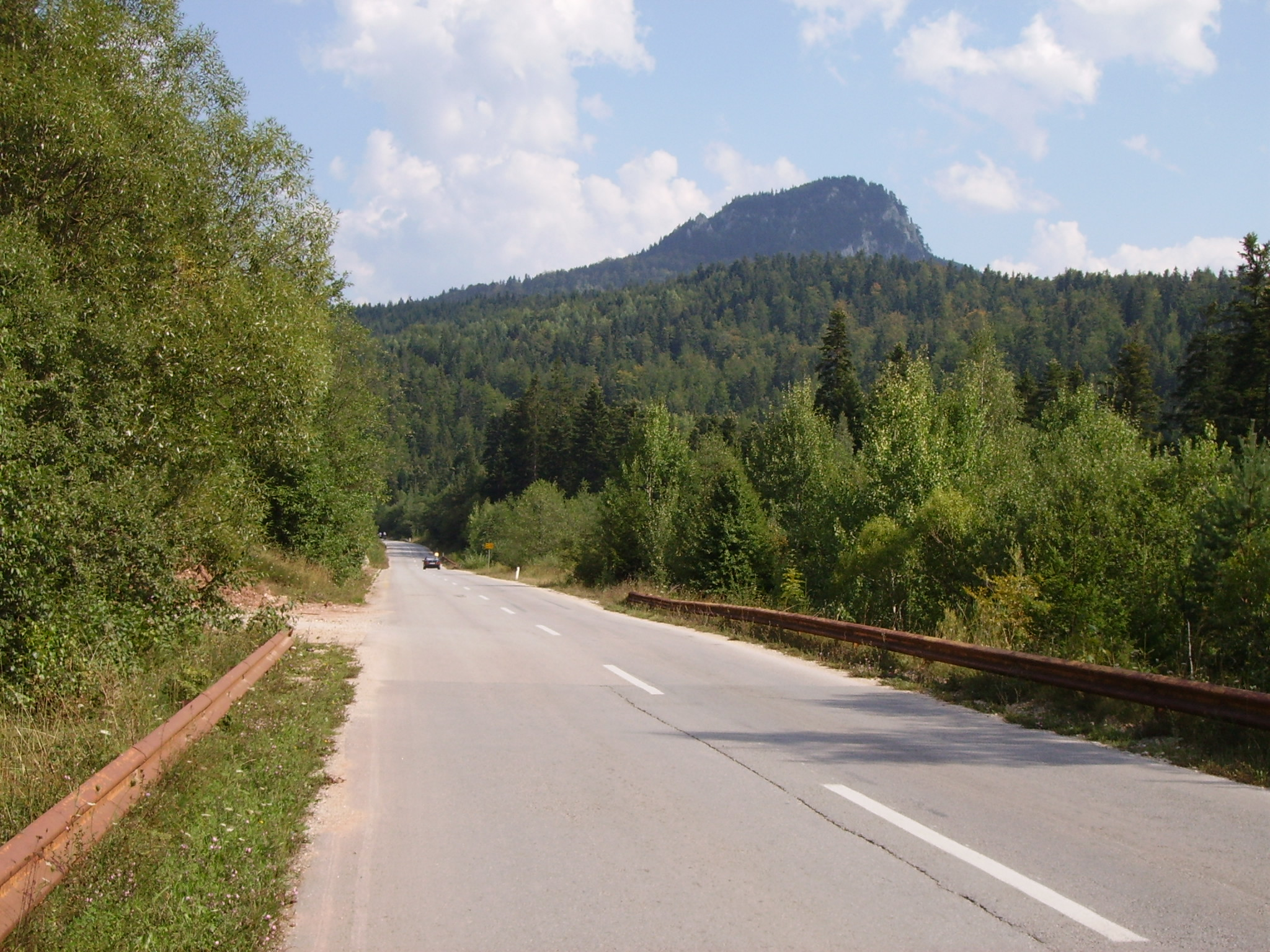
Auffahrt von Pale in Richtung Prača
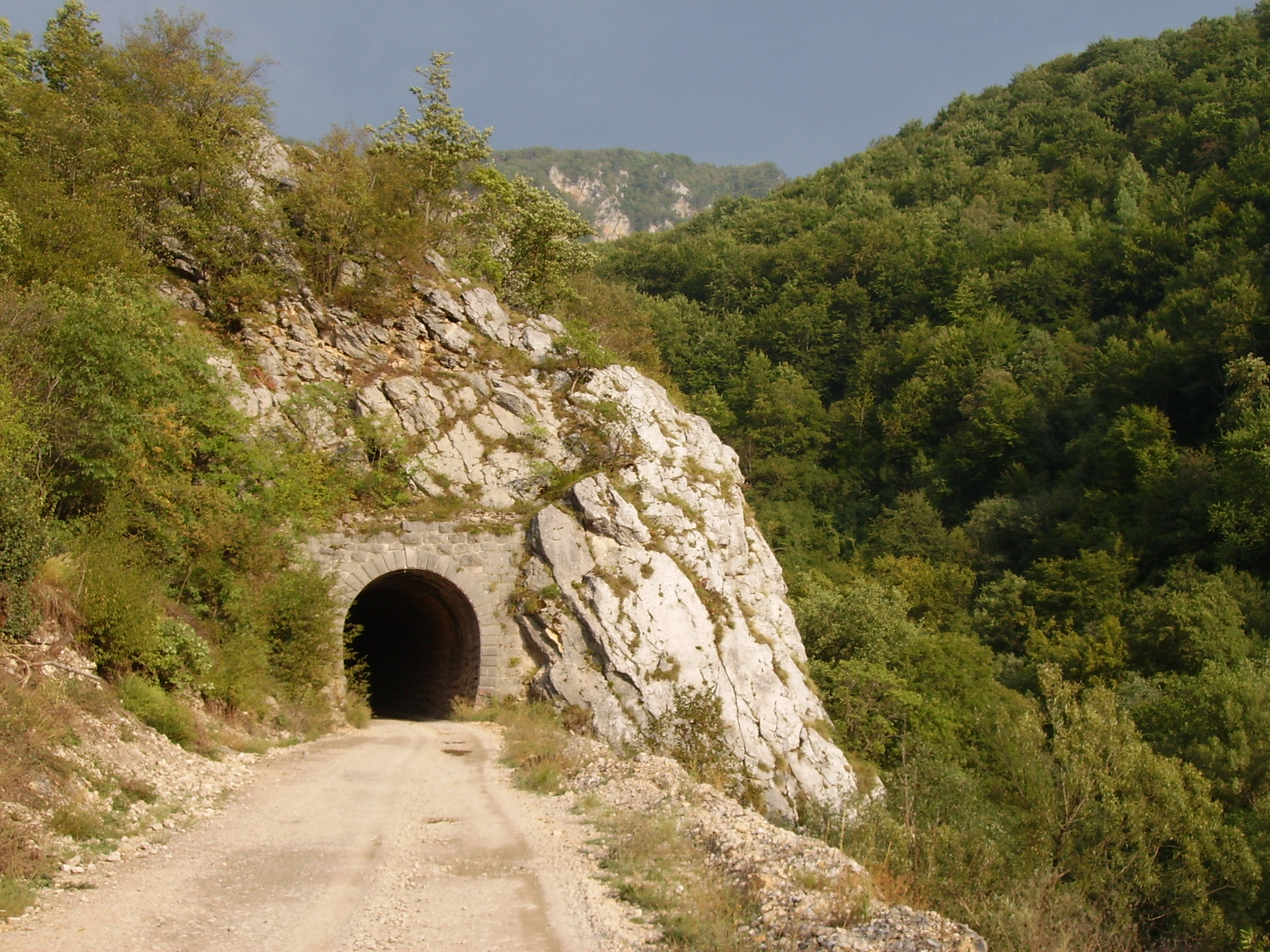
Unasphaltierte Magistralstraße im unteren Prača-Tal